# A tökéletes pár (televíziós sorozat, 2024)
A tökéletes pár (eredeti cím: The Perfect Couple) 2024-es amerikai drámasorozat, amelyet Jenna Lamia készített, Elin Hilderbrand azonos című regénye alapján. A főbb szerepekben Nicole Kidman, Liev Schreiber, Eve Hewson, Billy Howle és Meghann Fahy látható.
Az Amerikai Egyesült Államokban és Magyarországon 2024. szeptember 5-én mutatta be a Netflix.

## Ismertető
Amelia épp egyike lesz Nantucket egyik leggazdagabb családjának, amikor egy sokkoló haláleset félbeszakítja az esküvőt és hirtelen mindenki gyanúsítottá válik.

## Szereplők

### Főszereplők
| Szerep                 | Színész              | Magyar hang          | Leírás                                               |
| ---------------------- | -------------------- | -------------------- | ---------------------------------------------------- |
| Greer Garrison Winbury | Nicole Kidman        | Pápai Erika          | Híres regényíró.                                     |
| Tag Winbury            | Liev Schreiber       | Csankó Zoltán        | Greer férje.                                         |
| Amelia Sacks           | Eve Hewson           | Bogdányi Titanilla   | Benji menyasszonya.                                  |
| Benji Winbury          | Billy Howle          | Dér Zsolt            | Greer és Tag második fia.                            |
| Merritt Monaco         | Meghann Fahy         | Kelemen Kata         | Amelia legjobb barátnője és egyben a nyoszolyólánya. |
| Nikki Henry            | Donna Lynne Champlin | Kocsis Mariann       | Nyomozó a massachusettsi állami rendőrségnél.        |
| Thomas Winbury         | Jack Reynor          | Szatory Dávid        | Benji bátyja.                                        |
| Dan Carter             | Michael Beach        | Csík Csaba Krisztián | A nantucketi rendőrség vezetője.                     |
| Shooter Dival          | Ishaan Khatter       | Kuttner Bálint       | Benji legjobb barátja és egyben a vőfélye.           |
| Will Winbury           | Sam Nivola           | Kretz Boldizsára     | Benji öccse.                                         |
| Chloe Carter           | Mia Isaac            | Bartus Emese         | A rendőrkapitány lánya.                              |
| Abby Winbury           | Dakota Fanning       | Földes Eszter        | Thomas terhes felesége.                              |

### Mellékszereplők
| Szerep           | Színész         | Magyar hang        | Leírás                            |
| ---------------- | --------------- | ------------------ | --------------------------------- |
| Isabel Nallet    | Isabelle Adjani | Kovács Nóra        | A Winbury család barátja.         |
| Roger Pelton     | Tim Bagley      | Fekete Zoltán      | Amelia és Benji esküvőszervezője. |
| Enid Collins     | Adina Porter    | Makay Andrea       | Greer szerkesztője.               |
| Gosia            | Irina Dubova    | Szórádi Erika      | A Winbury család házvezetőnője.   |
| Karen Sacks      | Dendrie Taylor  | Menszátor Magdolna | Amelia anyja.                     |
| Bruce Sacks      | Michael McGrady | Rosta Sándor       | Amelia apja.                      |
| Carl helyettes   | Nick Searcy     | Bácskai János      | Rendőr.                           |
| Broderick Graham | Thomas Flanagan | Kőszegi Ákos       | Greer testvére.                   |

### Magyar változat
- Magyar szöveg: Nacsa-Bán Zsanett
- Hangmérnök: Zakar Sándor
- Felvevő hangmérnök: Lang András
- Vágó: Pilipár Éva
- Gyártásvezető: Masoll Ildikó
- Szinkronrendező: Bárány Emese
- Produkciós vezető: Horján Annamária

A szinkront a Direct Dub Studios készítette.

## Epizódok
| Sor. | Év. | Cím                                             | Rendező      | Író                                        | Premier             |
| ---- | --- | ----------------------------------------------- | ------------ | ------------------------------------------ | ------------------- |
| 1.   | 1.  | Boldog nászéjszakát! (Happy Wedding Eve)        | Susanne Bier | Jenna Lamia                                | 2024. szeptember 5. |
| 2.   | 2.  | Sosem tenne ilyet (She Would Never Do That)     | Susanne Bier | Jenna Lamia és Bryan M. Holdman            | 2024. szeptember 5. |
| 3.   | 3.  | A tökéletes család (The Perfect Family)         | Susanne Bier | Jenna Lamia és Leila Cohan                 | 2024. szeptember 5. |
| 4.   | 4.  | Valaki megsérülhet (Someone Could Get Hurt)     | Susanne Bier | Jenna Lamia, Courtney Grace és Evelyn Yves | 2024. szeptember 5. |
| 5.   | 5.  | Sosem mondok le rólad (Never Gonna Give You Up) | Susanne Bier | Jenna Lamia és Alex Berger                 | 2024. szeptember 5. |
| 6.   | 6.  | Így már jobb (That Feels Better)                | Susanne Bier | Jenna Lamia                                | 2024. szeptember 5. |

## A sorozat készítése
2019-ben elkezdődött Elin Hilderbrand A tökéletes pár című regényének adaptációja a Fox Entertainment égisze alatt. Jenna Lamia nevét 2019 decemberében jelentették be, mint a projekt forgatókönyvíróját. 2022 augusztusára a Netflix hatrészes minisorozatként engedélyezte az adaptációt, Lamia showrunnerként, Susanne Bier pedig rendezőként csatlakozott. Lamia, Bier és Hilderbrand mellett Nicole Kidman, Per Saari, Shawn Levy, Josh Barry, valamint Gail Berman és Hend Baghdady is vezető producerként vett részt a munkában.
A regényhez képest több változtatás is történt, például a menyasszony nevét Celeste Otisról Amelia Sacksre módosították. Lamia elárulta, hogy a sorozatot szándékosan alakították át, hogy megkülönböztethető legyen a Hatalmas kis hazugságok című sorozattól, ebben Kidman szereplése is szerepet játszott a döntésben. A sorozat egyik legnagyobb eltérése, hogy a végkifejlet különbözik a regény gyilkossági rejtélyt lezáró befejezésétől is. Később Susanne Bier elárulta, hogy visszautasította az Éjszakai szolgálat második évadának rendezését, hogy a sorozat élére állhasson.

### Szereplőválogatás
2023 márciusában olyan hírek láttak napvilágot, hogy Nicole Kidman, [[Liev Schreiber], Dakota Fanning és több más lehetséges színész is szerepelni fog a sorozatban. Később Kidman, Schreiber és Fanning részvétele hivatalossá vált, és Eve Hewson valamint Billy Howle is csatlakozott a szereplőgárdához. A további szereplők között szerepelt Ishaan Khattar, Jack Reynor, Sam Nivola, Mia Isaac, Donna Lynne Champlin és Isabelle Adjani.

### Forgatás
A sorozat forgatási időszaka 2023 áprilisa és júniusa között zajlott Massachusetts államban, többek között Chatham, Eastward Point, Harwich, valamint Cape Cod különböző helyszínein. Nantucketben és Chathamben a forgatást 2023 szeptemberében a SAG-AFTRA szakszervezetek sztrájkoló tagjai demonstrációval zavarták meg.
Miután a stáb egy nyolc hónapos kényszerszünet után visszatért a forgatásra – a 2023-as WGA és SAG-AFTRA sztrájk miatt – Susanne Bier rendező egy flashmob stílusú táncjelenetet javasolt a főcímhez. Bár a színészek kezdetben elutasították az ötletet, végül a jelenetet Charm La'Donna koreografálta meg.